# Auerstedt
Auerstedt (in oudere bronnen ook Auerstädt) is een ortsteil van de stad Bad Sulza in de Duitse deelstaat Thüringen. Tot 31 december 2012 was Auerstedt een zelfstandige gemeente. Auerstedt telde op 31 december 2011 457 inwoners.
De plaats is vooral bekend van de in de nabijheid uitgevochten Slag bij Jena en Auerstedt (1806), waarin Frankrijk Pruisen versloeg.

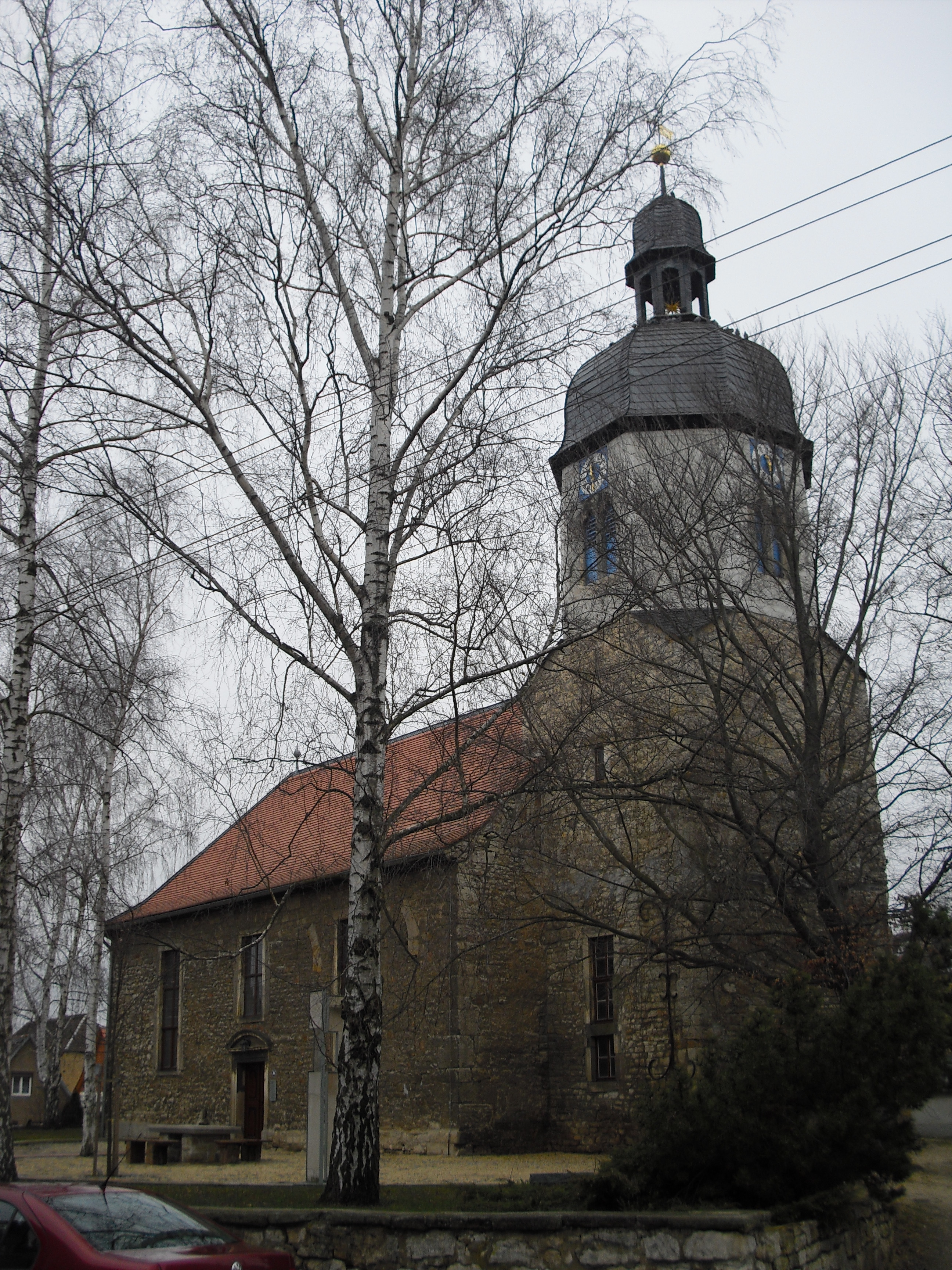
Kerk van St. Veit in Auerstedt

Auerstedt · Bergsulza · Dorfsulza · Flurstedt · Gebstedt · Ködderitzsch · Neustedt · Oberneusulza · Reisdorf · Schwabsdorf · Sonnendorf · Stadtsulza · Wickerstedt